# 皮卡迪利花园

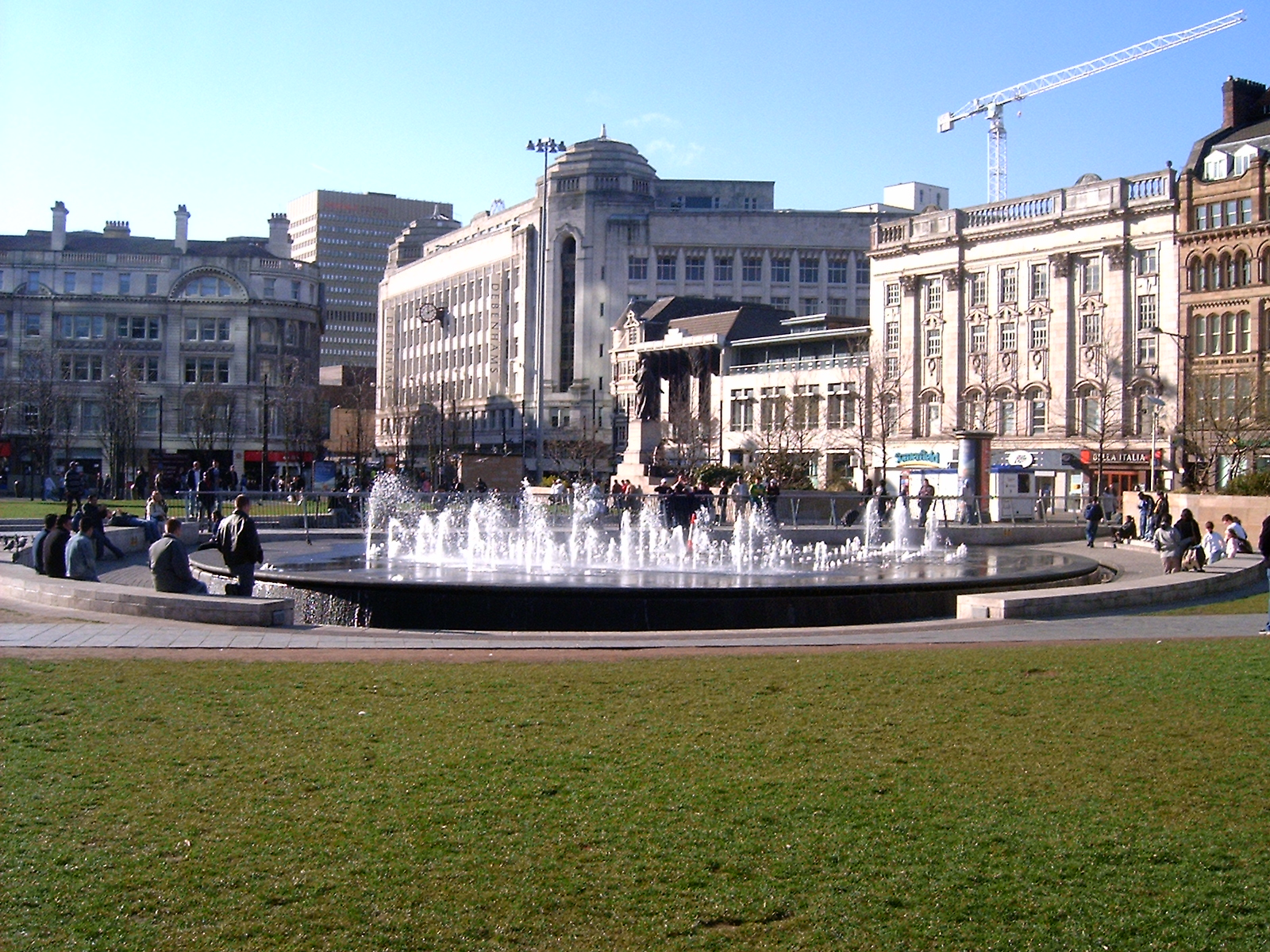
皮卡迪利花园

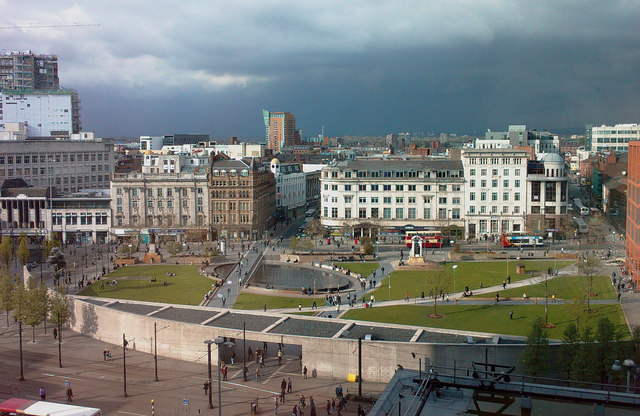
Aerial view of Piccadilly Gardens

皮卡迪利花园（英語：Piccadilly Gardens）是英国曼彻斯特市中心的一块绿地，在市场街与莫斯利街路口以东。广场周围是属于各个年代的建筑物，从维多利亚时代的仓库，到21世纪的办公楼。2002年日本建筑师安藤忠雄设计了音乐喷泉。

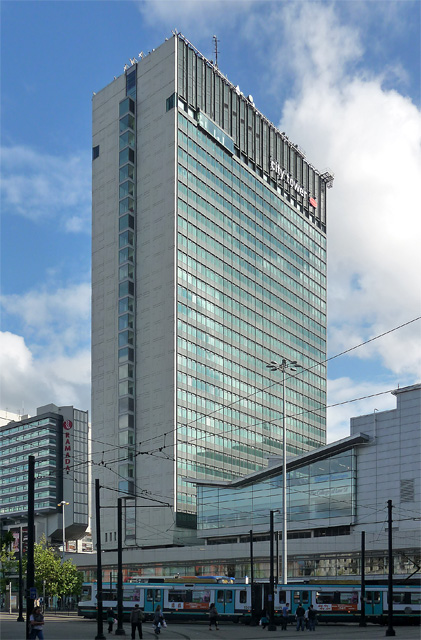

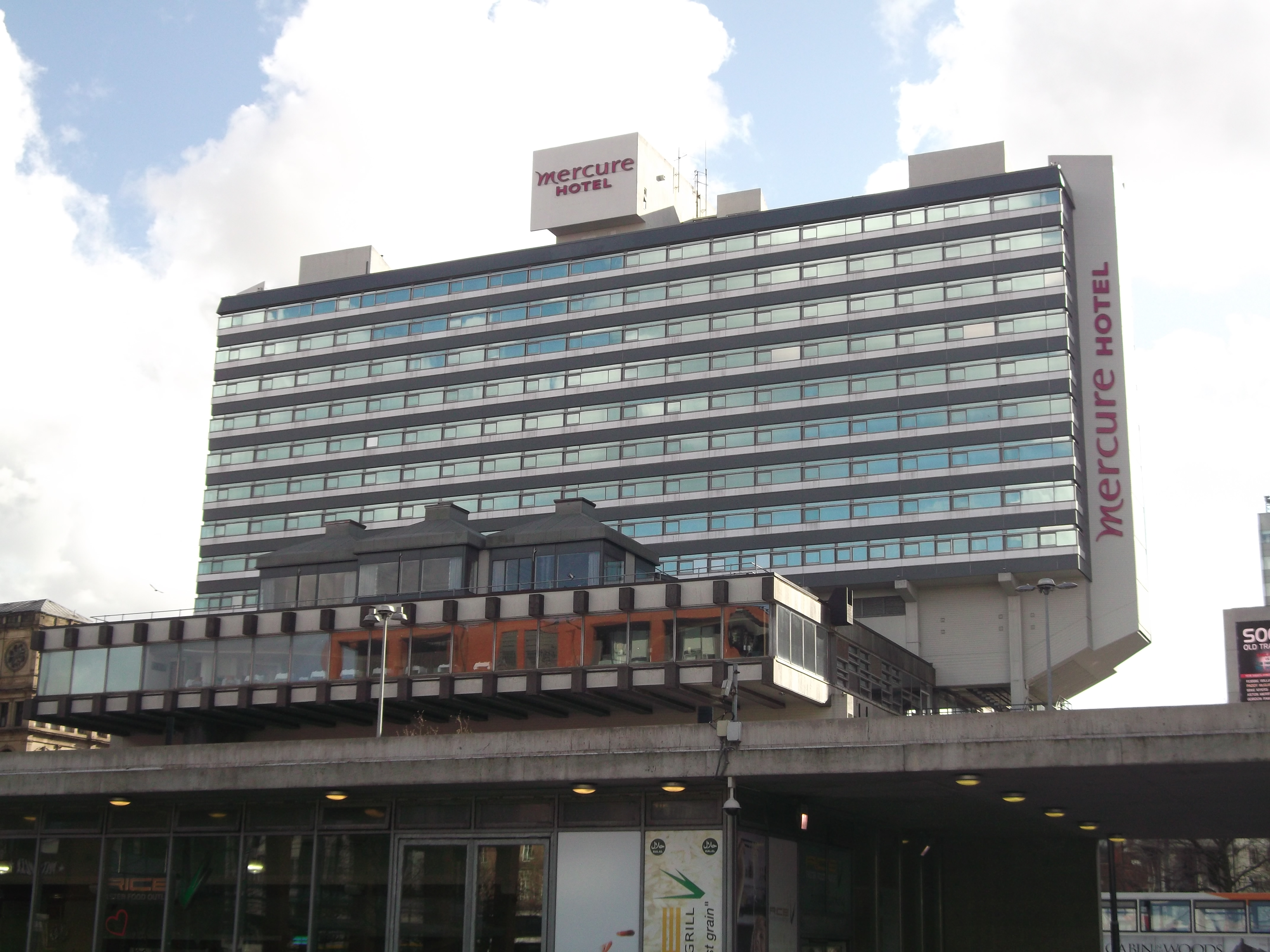

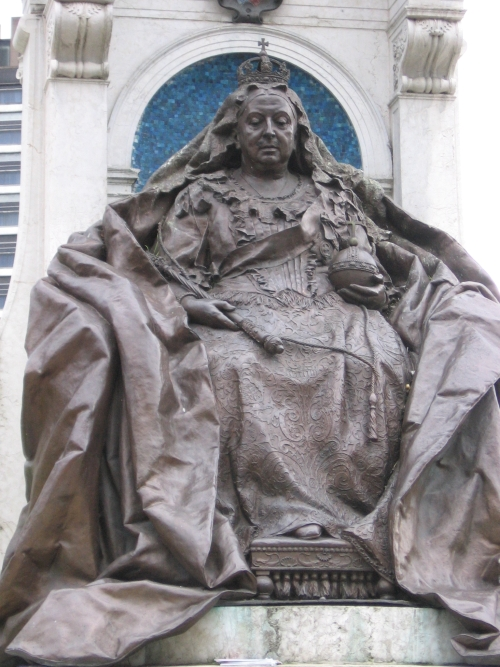

2013-2015年，曼彻斯特摩天轮曾设于此。

## 登录建筑
- 1号
- 莫斯利街12号
- 15-17号
- 38–50号
- 47号
- 49号
- 51-53号
- 59-61号
- 69–75号
- 77–83号
- 97号
- 107号
- Tib街1号

此外还有四尊19世纪的雕像：
- 罗伯特·皮尔
- 詹姆斯·瓦特
- 维多利亚女王
- 惠灵顿公爵